# Hatsukoi Limited.
Hatsukoi Limited. (初恋限定。 Hatsukoi Limited.?, lit. Primer amor limitado) es una serie de manga escrita e ilustrada por Mizuki Kawashita. Se publicó en la revista Shōnen Jump entre 2007 y 2008 y fue compilado en 4 volúmenes tankōbon. Una adaptación a un CD drama fue lanzado en febrero de 2009, una novela en marzo del mismo año y finalmente una serie de anime fue producida por J.C.Staff y emitida en BS-11.

## Argumento
El manga cuenta una serie de historias cortas sobre el primer amor, estas giran en torno a grupo de estudiantes, sus familiares y compañeros. Poco a poco estas historias se van mezclado llevando a una historia principal donde participan la mayoría de los personajes principales.

## Personajes

### Estudiantes de secundaria
Ayumi Arihara (有原 あゆみ Arihara Ayumi?)
 Seiyū: Mariya Ise
Asiste en 2º año de escuela y en el segundo año se centran en el capítulo 1, Ayumi se preguntó un día por Misao Zaitsu. Aunque afirmó que aceptaría cualquier oferta, ella es constantemente molestada por la monstruosa apariencia de Zaitsu. Sin embargo, muestra que puede ser algo así como el cuidado astuto. Ella mide 152 cm (4'11 ") de altura y es la segunda más rápida en su clase. Ella es también excepcionalmente fuerte para su tamaño y peso, como se demostró cuando golpeo a Misao con una sola patada. Ella se enamora del hermano menor de Misao, Mamoru. Después de que él la llevará a la enfermería en la forma en que ella había soñado como una princesa es cargada por un príncipe. Al final, ella está tratando de decidir entre los dos hermanos Zaitsu, ya sea para elegir el que le gusta ella (Misao) o el que le gusta (Mamoru).
Kei Enomoto (江ノ 本慧 Enomoto Kei?)
 Seiyū: Shizuka Itō
Es una de las amigas de Ayumi, Kei es al parecer muy popular entre los chicos debido a su "madura" cara. Sin embargo, ella ve la atención que recibe como una molestia, y considera que las confesiones de amor son simplemente una molestia si no es el sentimiento mutuo. Ella admite abiertamente que ve como un factor importante en la elección de una relación la apariencia física de las personas, lo que lleva una historia de amor-odio debido a la atracción que siente por Kusuda, esta contradicción entre lo que piensa y lo que siente la llevará a estar constantemente en luchas internas que harán que muchos de sus actos sean contradictorios e incoherentes, lo que herirá profundamente y en repetidas ocasiones a Etsu. Pero cuando él confesó sus sentimientos a ella, ella se los regresó a ellos. Ella está en el mismo grado que Ayumi. 
Koyoi Bessho (别所小宵 Bessho Koyoi?)
 Seiyū: Aki Toyosaki
Otra de las amigas de Ayumi, Koyoi tiene un complejo con su hermano Yoshihiko. Por un tiempo, cuando Misao comenzó dando vueltas, ella, junto con Nao Chikura, dejó de caminar a casa con Ayumi, quien también es su compañera. Dado que su hermano le gusta Misaki, una chica atractiva y popular, ella la ve como un "Final Boss" que debe vencer. Ella dice que el pecho de Misaki es un "poder verdaderamente mal". 
Rika Dobashi (土橋 りか Dobashi Rika?)
 Seiyū: Minako Kotobuki
Es una chica con porte de marimacho, que sobresale en el atletismo y ya se ha dicho que ha comenzado a dominarlo. Ella está en el mismo grado que Ayumi. Se convirtió en jugadora de tenis con Haruto Terai cuando comenzó el entrenamiento físico con ella, y con el tiempo se sintió atraída por él, pero no le dan esa impresión al principio, pensando que era todo lo que iba a tener una relación. Sin embargo, después de Kei le explicó acerca de lo que piensan y sienten los chicos, Rika se hizo más abierta acerca de sus sentimientos, y sorprendió a Haruto con un beso, y, además, después del incidente galopante por parte de algunos de los muchachos, ella admite que si también se escapó Haruto, ella dice que "absolutamente no le gusta". 
Nao Chikura (千仓 名央 Chikura Nao?)
 Seiyū: Ayumi Fujimura
Otra de las amigas y compañeras de clase de Ayumi. Junto con Koyoi, por un tiempo, deja de caminar a casa con Ayumi por temor a Misao. Junto con Soako y Mamoru es miembro del club de arte, llegó a admirar al artista que hizo la pintura de un árbol de Sakura, Renjou Yukito, y después de reunirse con él, le pidió que le ayude en la toma de su propia pintura, llegándose a enamorar de él . Sin embargo, después de su graduación, se fue de Japón, dejando su corazón roto. Cuando se enteró acerca de los sentimientos de Hiroyuki Sogabe hacia ella, se volvió cercana a él. Ella comparte un gran parecido físico con Misuzu Sotomura, un personaje de otro trabajo de Kawashita, Ichigo 100%, aunque sus personalidades son muy distintas.
Soako Andou (安藤そあこ Andō Soako?)
 Seiyū: Saori Goto
Compañera de clases del resto de las chicas pero no tan cercana a las demás, pertenece al club de arte junto a Chikura y Mamoru. Soako es un chiquilla muy despistada y torpe, siempre sufre accidentes o confunde lo que le quieren decir las personas, de forma que siempre se mete en situaciones embarazosas. Su amor por los panes de melón la hacen cercana a Koyoi. Su peor experiencia fue ir a la escuela sin ropa interior, debido a que estaba atrasada y olvidó ponérsela. Después de muchos inconvenientes Mamoru la ayuda para que los demás no se den cuenta de que le falta su ropa interior y esto hace que ella se enamore de él.
Etsu Kusuda (楠田悦 Kusuda Etsu?)
 Seiyū: Shintarō Asanuma
Es un chico de la clase de las chicas, muy poco atractivo, de poca estatura, bromista, muy pervertido y amigo de Mamoru. Su talento es poner a dormir a las niñas a dormir con juegos de palabras muy aburridos. Él no ve mucho en Ayumi (aunque él quería verla en un traje de porrista), pero él está muy interesado en Misaki, que está casi obsesionado con ella. Él parece indiferente ante la buena apariencia de Kei, y ella lo desprecia debido a su "cara de kappa" y su gusto por las revistas pornográficas, por lo que tienden a discutir mucho. Está claro que tiene más sentimientos por Kei que lo que deja ver. Él huye de su casa con Mamoru y Sogabe, porque lamenta haber dicho que odia a Kei. Al final, le confiesa a Kei y descubre sus sentimientos correspondidos. 
Mamoru Zaitsu (財津衛 Zaitsu Mamoru?)
 Seiyū: Miyu Irino
Amigo y compañero de clases de Etsu y Hiroyuki, es también hermano menor de Misao. Le gusta ayudar a la gente, sabe de primeros auxilios y es gentil. Desde pequeño ha amado en secreto a su vecina Saki Yamamoto, pero no es correspondido. Al comienzo de la historia enamora sin querer a Ayumi y más adelante Soako también se enamora de él. En un intento por conquistarlo, Ayumi logra que Mamoru vea que Saki Yamamoto está enamorada de otro chico, esto produce en el personaje una gran depresión, que finalmente lo llevará a huir junto a sus amigos para olvidar el haber sido rechazado.
Haruto Terai (寺井 Terai Haruto?)
 Seiyū: Nobuhiko Okamoto
Es un miembro del club de tenis en la escuela, Terai tiene poca capacidad atlética, y sin embargo, con la asistencia de Dobashi, él se las arregla para convertirse en un atleta algo decente. Durante ese tiempo, él se enamora de Dobashi, pero debido a su (involuntaria) burla, más el hecho de que ella evitó la mano con él (a la que ella reveló que le resultaba embarazoso para hacerlo), que no está seguro de su relación . Finalmente, él consigue un beso de Dobashi, que afirma su relación.
Hiroyuki Sogabe (曽我部 弘之 Sogabe Hiroyuki?)
 Seiyū: Takahiro Sakurai
Es otro de los amigos de Kusuda, Sogabe es un personaje un poco delirante, así como un poco narcisista. Le gusta la Nao y trata de acercarse a ella para crear la oportunidad de que ella se confesara a él. Él muestra sus inseguridades cuando Nao muestra interés hacia Yukito Renjou, un artista que se graduó como estudiante de su escuela. Él huye de su casa debido a esto (aunque solo por dos días) con Kusuda y Mamoru. Después de que él transmite en voz alta sus sentimientos hacia ella tal que ella oye (después de que ella y las otras chicas persiguen a los fugitivos), los dos se hacen cercanos. Cerca del final de la serie, que se corta el pelo a sí mismo para limpiarse a sí mismo.

### Estudiantes de preparatoria
Misao Zaitsu (財津衛 Zaitsu Mamoru?)
 Seiyū: Miyu Irino
con una cara monstruosa y un cuerpo enorme, Misao es temido por todo aquel que ve su cara o sabe su nombre (con la excepción de su amiga de la infancia y vecina, Misaki Yamamoto). Como era de esperar, es un luchador capaz, con un montón de enemigos. Sin embargo, también es inesperadamente tímido, ser incapaz de transmitir sus sentimientos a través de palabras, escribe su confesión en una nota, y él es incapaz de llevar a decir que incluso el nombre de Ayumi. Se enamoró de Ayumi cuando vio su foto mientras mira a través de fotos de clase de su hermano. Después de Ayumi le hizo darse cuenta de que él la asusta, decide cuidar de ella a distancia. Al final cuando se da cuenta de Ayumi sus buenas intenciones, ella le dice que su "respuesta", que tendrá que decidir entre él y su hermano Mamoru. Misao entiende esto, y también decide Mamoru es su rival. Él es un marcado 194cm (6'4 ") de alto. Él parece ser similar a la Migishima, otro personaje de la obra de Kawashita, Ichigo 100%, debido a su presencia intimidante a pesar de sus buenas intenciones.
Misaki Yamamoto (やまもと Misaki Yamamoto?)
 Seiyū: Rie Tanaka
Es la vecina de los hermanos Zaitsu, tiene un gran cuerpo y es muy popular en la escuela. Se enamora de Arihara, el hermano mayor de Ayumi y de ella están enamorados Bessho (el hermano mayor de Koyoi), y también Mamoru Zaitsu su amigo de la infancia a quien considera su hermano pequeño (para problema de Ayumi quien está enamorada de Zaitsu).

## Contenido de la obra

### Anime
Una adaptación al anime de 12 episodios ha sido producida por el estudio J.C.Staff y dirigida por Yoshiki Yamakawa, la cual ha sido emitida en BS-11, siendo emitida desde el 11 de abril hasta el 27 de junio de 2009 en Japón y siendo licenciada por Sentai Filmworks para poder ser transmitida en Canadá y Estados Unidos por Anime Network, con el nombre de First Love Limited.